# Johann Karl Huyn
Jan Karel hrabě Huyn (německy Johann August Karl Graf Huyn) (10. února 1812 Vídeň – 1. září 1889 Gmunden) byl rakousko-uherský generál. Ve vojsku sloužil od roku 1830 a vyznamenal se během revolučních let 1848–1849 v Itálii a Uhrách. Svou kariéru završil jako zemský velitel v Čechách (1870–1871) a Uhrách (1871–1874). V c. k. armádě dosáhl hodnosti polního zbrojmistra (1871) a po odchodu do výslužby byl jmenován členem Panské sněmovny. Tři z jeho synů sloužili v armádě a dosáhli generálských hodností, z nich Karl Georg (1857–1938) byl na konci první světové války posledním rakousko-uherským místodržitelem v Haliči. Nejmladší syn Pavel (1868–1946) byl v letech 1916–1919 pražským arcibiskupem.

## Životopis

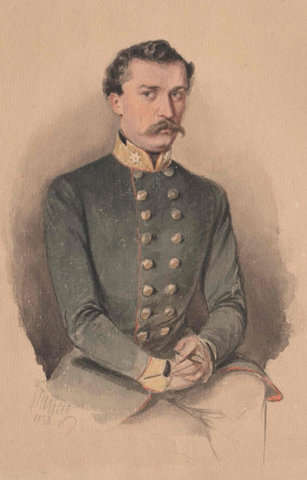
Generálmajor Johann Karl Huyn (1857)

Pocházel ze starého šlechtického rodu Huynů, narodil se jako starší syn c. k. hejtmana hraběte Josefa Karla Huyna (1773–1836) a jeho manželky Henrietty, rozené hraběnky Lažanské z Bukové (1786–1862). Po matce byl vnukem nejvyššího kancléře Prokopa Lažanského. Jan Karel studoval na Tereziánské vojenské akademii ve Vídeňském Novém Městě a jako praporčík nastoupil v roce 1830 k 54. pěšímu pluku. Již o rok později byl poručíkem (1831) a jako nadporučík byl v roce 1835 přidělen ke generálnímu štábu. V roce 1840 byl povýšen na kapitána a následujících pět let působil u diplomatického zastoupení v Parmě a Modeně (1840-1845), poté sloužil v Tyrolsku a v roce 1846 byl přidělen k zemskému velitelství v Lombardii, kde se stal oblíbencem maršála Radeckého.
V revolučním roce 1848 bojoval v Itálii, vyznamenal se v bitvě u Novary (1849) a poté byl převelen do Uher, kde bojoval proti maďarským povstalcům. V této době rychle postupoval v hodnostech (major 1848, podplukovník 1849, plukovník 1850). Po revoluci znovu krátce sloužil v Itálii, poté byl důstojníkem generálního štábu ve Vídni. V roce 1857 byl povýšen na generálmajora a převzal velení brigády u 4. armádního sboru. Během války se Sardinií (1859) byl pověřen obranou jižního Tyrolska. Pak znovu působil u generálního štábu a v roce 1865 získal hodnost polní podmaršála s velením pěchotní divize v Pešti.

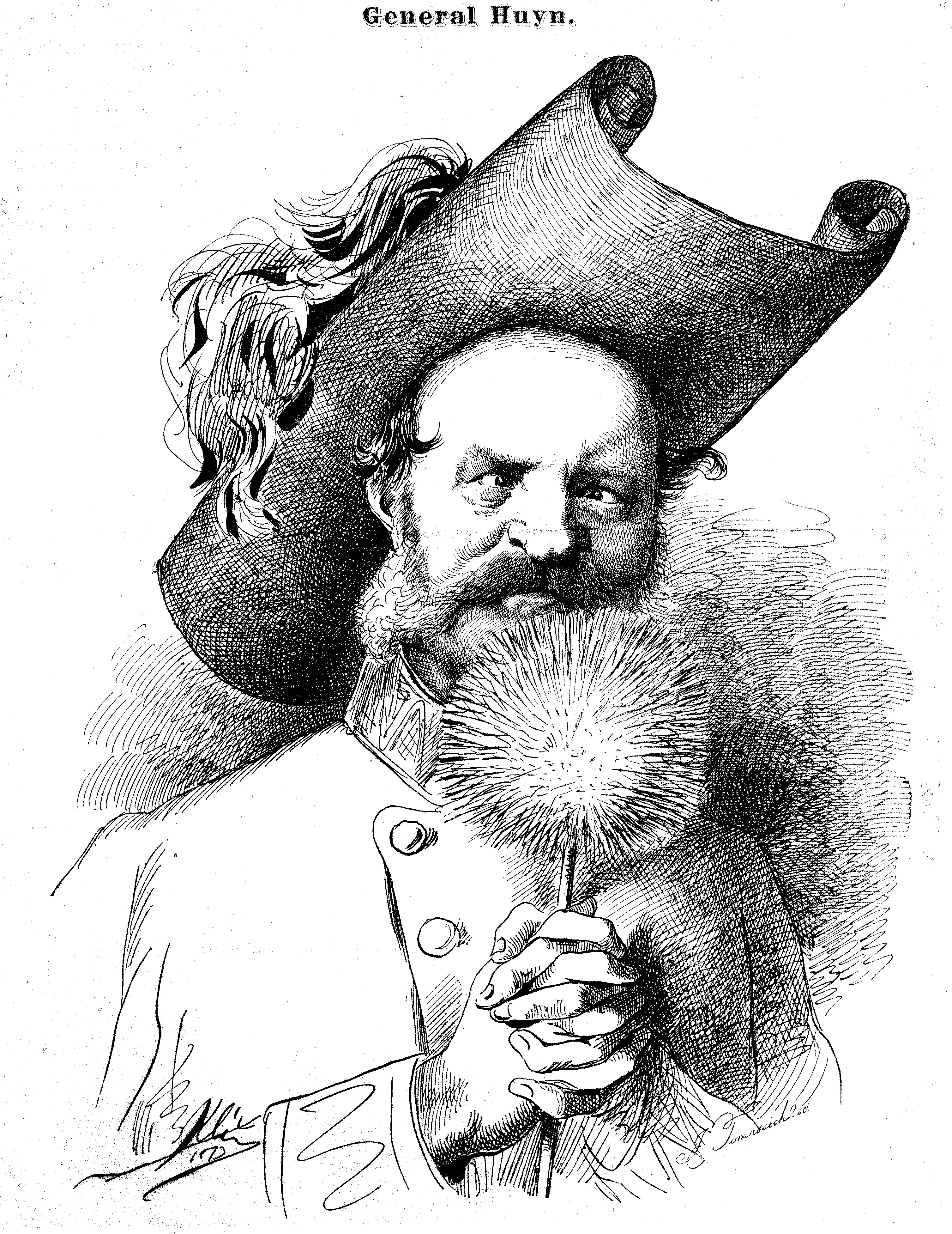
Karikatura generál Huyna v českém tisku (Karel Klíč, 1873)

Před prusko-rakouskou válkou byl jmenován velitelem 10. armádního sboru, již v červnu 1866 byl ale nahrazen Ludwigem Gablenzem. Poté byl velitelem divize v Brně, kde se také narodil jeho nejmladší syn Pavel, pozdější brněnský biskup. V letech 1869–1870 byl divizním velitelem v Linci, respektive zemským velitelem pro Horní Rakousy a Salzburg. Následně zastával funkci zemského velitele v Čechách (1870–1871). V roce 1871 dosáhl hodnosti polního zbrojmistra a v letech 1871–1874 byl zemským velitelem v Uhrách se sídlem v Budapešti. Svou kariéru završil jako prezident Nejvyššího vojenského soudního dvora (Oberster Militär-Justiz Senat, 1874–1876) a v roce 1876 odešel do výslužby.

## Tituly a ocenění
V roce 1844 získal titul c. k. komořího a jako zemský velitel v Čechách obdržel titul c. k. tajného rady s nárokem na oslovení Excelence (1870). Za zásluhy byl nositelem Leopoldova řádu s válečnou dekorací a Řádu železné koruny I. třídy s válečnou dekorací, několik ocenění získal také v zahraničí. Byl komandérem toskánského Řádu sv. Josefa a pruského Řádu červené orlice, rytířem ruského Řádu sv. Anny II. třídy, nositelem Řádu pruské koruny II. třídy a papežského Řádu sv. Řehoře Velikého. Od roku 1873 byl čestným majitelem pěšího pluku č. 13 dislokovaného v Opavě. V roce 1885 byl jmenován doživotním členem rakouské Panské sněmovny.

## Rodina
V roce 1850 se oženil s hraběnkou Natalií Sarntheinovou (1826–1904), která byla dcerou hraběte Ludvíka Sarntheina a po matce Anně, rozené Pazoldiové, dědičkou značného finančního kapitálu ve výši 300 000 zlatých. Natálie byla později c. k. palácovou dámou a dámou Řádu hvězdového kříže. Z manželství se narodilo sedm dětí, všichni synové dosáhli vysokého postavení v různých sférách veřejného života.
- 1. Ludvík Josef (1852–1931), c. k. komoří, generálmajor
- 2. Natálie Marie (1853–1940), dvorní dáma arcivévodkyně Marie Terezie,[18] dáma Tereziánského ústavu šlechtičen v Praze
- 3. Rudolf Karel (1855–1918), poslanec říšské rady, okresní hejtman v Bregenzi, viceprezident místodržitelství v Tyrolsku, ∞ 1893 Anna hraběnka Arz von Arzio-Wasegg (1861–1940)
- 4. Karel Jiří (1857–1938), c. k. generálplukovník, generální inspektor jezdectva, místodržitel v Haliči, ∞ 1892 Ignatia hraběnka Lützow (1871–1956)
- 5. Otto Alois (1859–1928), c. k. generálmajor, ∞ 1888 Sophie hraběnka Christalnigg (1867–1951)
- 6. Anna Marie (1863–1928), jeptiška v Belgii
- 7. Pavel Maria (1868–1946), biskup v Brně 1904–1916, arcibiskup v Praze 1916–1919

Jeho švagrem byl benátský a tyrolský místodržitel hrabě Georg Otto von Toggenburg (1811–1888).